# Alabina
Alabina est un groupe de musique tzigane franco-israélien.

## Histoire
Le groupe est formé en 1996, de l'alliance entre la chanteuse Ishtar et le groupe Los Niños de Sara. Selon alabina.org, le nom du groupe a deux significations : « Allons-y » et « Dieu est entre nous ». Le nom vient du titre de la première chanson d'Alabina. C'est également le nom du premier album du groupe.

## Style musical
Le style musical d'Alabina mélange de nombreux styles, cultures et langues : Moyen-Orient, musique espagnole, musique française, raï, flamenco, musique tzigane, musique arabe et, parfois, pop occidentale. Le groupe reprend souvent des chansons plus anciennes, par exemple Habibi Ya Nour El Ain, la chanson arabe d'Amr Diab, et y ajoute un mélange de styles et de langues, ainsi que la saveur propre à Alabina. La nouvelle version, Habibi de Mis Amores, en arabe et en espagnol, en est un exemple.
Un autre exemple est Lololé (Don't Let Me Be Misunderstood), qu'Alabina a transformé en une chanson arabo-espagnole entraînante qui, bien qu'elle soit reconnaissable à la mélodie, est loin de son original : une chanson pop occidentale en anglais. Habibi Ya Nour El Ain, interprétée par Alabina et Ishtar, est utilisée dans la scène de fond du film bollywoodien Agent Vinod (2012) lorsque l'agent Vinod et Freddie Khambatta sont vus en train de sortir de l'aéroport du Maroc. Cependant, leur chanson n'a pas été créditée par les producteurs d'Agent Vinod (2012). La chanson Alabina est bien connue en France comme musique du générique de fin des comédies françaises La Vérité si je mens ! et La Vérité si je mens ! 2. Leur single Ole y ola atteint 19e place des charts français en 1997, et est certifié disque d'argent. Le single Alabina passe 21 semaines dans les charts, culminant à la 29e place.

## Discographie

### Singles
- Salma Ya Salama
- 1996 : Alabina (29e des charts français[4], disque d"or)
- 1998 : Habibi de Mis Amores
- 1998 : Lololé
- 1999 : Vengan vengan (Ya habaybi, ya ghaybine)
- 1999 : Comme toi